# Розова, Евдокия Александровна
Евдокия Александровна Розова (28 февраля (12 марта) 1899 — 16 апреля 1971) — советская учёная-сейсмолог, академик АН Киргизской ССР (1954).

## Биография
Выпускница Ленинградского университета (1929, физико-математический факультет). В 1930—1935 гг. училась в аспирантуре.
В 1935—1952 научный сотрудник Сейсмологического института АН СССР.
С 1952 г. зав. отделом сейсмологии АН Киргизской ССР, с 1955 — профессор.
Доктор физико-математических наук (1953). Академик АН Киргизской ССР (1954).

## Сочинения
- Расположение эпицентров и гипоцентров землетрясений Средней Азии. М.: Изд-во АН СССР, 1950
- Составление годографов и определение основных сейсмическиз элементов для Ср. Азии.-Тр. Сейсмол. Ин-та АН СССР, 1936, № 72
- О сейсмичности Средней Азии. //Бюл. Совета по сейсмологии, 1957, № 6
- Розова Е. А. и Грин В. П. Расположение эпицентров землетрясений, происшедших на территории Киргизии. Фрунзе: Изд-во АН Кирг. ССР, 1955.
- Составление годографа и определение основных сейсмологических элементов для Средней Азии, М.—Л., 1936;
- Строение земной коры в Средней Азии, М.—Л., 1939;
- Землетрясения Средней Азии, М.—Л., 1947;

Награждена орденом Ленина (1953).